# Смідович Вікентій Гнатович
Віке́нтій Гна́тович (Ігна́тійович) Смідо́вич (рос. Викентий Игнатьевич Смидович; * 3 (15) вересня 1834, Кам'янець-Подільський — † 15 (27) листопада 1894, Тула) — російський лікар польського походження, громадський діяч. Батько російського письменника Вікентія Вересаєва.

## Біографія
Вікентій Смідович народився 1834 року в Кам'янці-Подільському в сім'ї польського шляхтича (дворянина) Іґнація Смідовича (Ігнатія Михайловича Смідовича) — учасника польського повстання 1830—1831 років. Після його смерті матері майбутнього лікаря довелося одній виховувати чотирьох синів — Кароля, Людвіка, Вінцентія та Владислава. Засобів для існування не було, тож Смідовичі переїхали в Тульську губернію — до села Тепле, де мешкав рідний брат Ігнатія — поміщик Вінцентій (Вікентій) Михайлович Смідович, штабс-капітан у відставці.
1860 року закінчив медичні курси в Московському університеті, приїхав у Тулу та розпочав значну медичну практику.
Був гласним Тульської міської думи.
Дружиною Смідовича стала дворянка Єлизавета Павлівна Юницька. Вінчання відбулося 1863 року в церкві Святих Петра та Павла. У Смідовичів народилося чотири сина та чотири доньки.
1894 року заразився від хворого на висипний тиф і помер 15 листопада. Історію своєї хвороби писав сам до останнього дня. Смідовича поховали на Всесвятському кладовищі в Тулі.